# A Fidzsi-szigetek az olimpiai játékokon
A Fidzsi-szigetek az 1956-ban vett részt először a nyári olimpiai játékokon. 1984 óta mindegyiken részt vett. Három téli olimpiai játékokon is képviseltette magát. A Fidzsi-szigeteknek eddig mindössze két téli olimpikonja volt, Rusiate Rogoyawa sífutó és Laurence Thoms alpesisíző.
Az első érmet és aranyérmet 2016-ban nyerték rögbiben.
A Fidzsi Sportszövetség és Nemzeti Olimpiai Bizottság 1949-ben alakult meg, a NOB 1955-ben vette fel tagjai közé.

## Érmesek
| Érem | Név | Olimpia | Sport | Versenyszám |
| ---- | --- | ------- | ----- | ----------- |

## Éremtáblázatok

### Érmek a nyári olimpiai játékokon
| Olimpia              | Arany          | Ezüst          | Bronz          | Összesen       |
| 1956, Melbourne      | 0              | 0              | 0              | 0              |
| 1960, Róma           | 0              | 0              | 0              | 0              |
| 1964, Tokió          | nem vett részt | nem vett részt | nem vett részt | nem vett részt |
| 1968, Mexikóváros    | 0              | 0              | 0              | 0              |
| 1972, München        | 0              | 0              | 0              | 0              |
| 1976, Montréal       | 0              | 0              | 0              | 0              |
| 1980, Moszkva        | nem vett részt | nem vett részt | nem vett részt | nem vett részt |
| 1984, Los Angeles    | 0              | 0              | 0              | 0              |
| 1988, Szöul          | 0              | 0              | 0              | 0              |
| 1992, Barcelona      | 0              | 0              | 0              | 0              |
| 1996, Atlanta        | 0              | 0              | 0              | 0              |
| 2000, Sydney         | 0              | 0              | 0              | 0              |
| 2004, Athén          | 0              | 0              | 0              | 0              |
| 2008, Peking         | 0              | 0              | 0              | 0              |
| 2012, London         | 0              | 0              | 0              | 0              |
| 2016, Rio de Janeiro | 1              | 0              | 0              | 1              |
| 2020, Tokió          | 1              | 0              | 1              | 2              |
| Összesen             | 2              | 0              | 1              | 3              |

## Érmek sportáganként

### Érmek a nyári olimpiai játékokon sportáganként
| A Fidzsi-szigetek érmei a nyári olimpiai játékokon sportáganként | A Fidzsi-szigetek érmei a nyári olimpiai játékokon sportáganként | A Fidzsi-szigetek érmei a nyári olimpiai játékokon sportáganként | A Fidzsi-szigetek érmei a nyári olimpiai játékokon sportáganként | Az olimpiai zászlaja |

| Sportág  | Arany | Ezüst | Bronz | Összesen |
| -------- | ----- | ----- | ----- | -------- |
| Rögbi    | 2     | 0     | 1     | 3        |
| Összesen | 2     | 0     | 1     | 3        |